# Mamare Tōno
Pour les articles homonymes, voir Tono (homonymie).
Mamare Tōno (橙乃 ままれ, Tōno Mamare) est un écrivain japonais. 
Il a commencé sa carrière sur 2chan sous le pseudonyme Marmalade Sand (ママレードサンド). Il est l'auteur des séries Log Horizon et Maoyuu Maou Yuusha, deux séries qui ont été par la suite adaptées en animé. Il est également l'auteur du manga Trattoria After School. 
En 2015, l'auteur a été mis en examen pour évasion fiscale. Quelque temps plus tard, l'auteur s'est excusé auprès de ses fans et a déclaré sur son site web officiel qu'il était préparé à se racheter et payer ses taxes.

### Light novels
- Log Horizon (2011 - en cours)
- Maoyū maō yūsha (publication informelle : 3 sept. 2009 sur 2chan / publication professionnelle : 29 dec. 2010 - en cours)

### Manga (scénario)
- Hōkago no torattoria (放課後のトラットリア?)